# ミゲル・コバルビアス
ホセ・ミゲル・コバルビアス・デュクラウド（José Miguel Covarrubias Duclaud, 1904年11月22日 - 1957年1月19日）は、メキシコの画家、戯画作家。ニューヨークを拠点として活躍するとともに、1930年代以降はバリ島での民俗学的研究やメキシコの古代文明を対象とした考古学的研究に没頭した。

## 人物・来歴
1904年、メキシコシティ生まれ。父ホセ・コバルビアスは歴代内閣で大臣を務める名家で育つ。早くからメキシコの新聞に風刺画を載せるなどの活躍をみせ、1923年にメキシコ政府の奨学金によりニューヨークに渡る。ニューヨークでは各新聞や『ニューヨーカー』などの雑誌の紙面を飾るようになり、たちまち有名人となった。1925年には早くも最初の画集を出版。また、メルヴィルの『タイピー』、ストウの『アンクル・トムの小屋』などの挿絵を担当したり、ニューヨーク、シカゴで個展を開いたりもした。
1930年にアメリカ人の写真家ローズモンド・コーワンと結婚。グレゴール・クラウゼの写真集『バリ島』に魅せられ、バリ島へ新婚旅行に出かけ、ヴァルター・シュピースらと交流。帰国時には、パリで偶然、コリン・マックフィーとジェーン・ペローに出会い、シュピースへの紹介状をしたためた。
1933年に再びバリに戻り、長期滞在する。この間には、ジャワ島、インド、ベトナムなども旅した。1936年に、バリ島での体験・見聞を『バリ島（Island of Bali）』にまとめ出版。同書は、ニューヨークにおけるバリ島ブームを一層高めるものとなった。
その後、メキシコに戻ると、コバルビアスはメキシコ・インディオの遺跡を訪ねる旅を繰り返し、1946年に『メキシコ南部（Mexico South）』を、1954年には『鷲、ジャガー、蛇（The Eagle, the Jaguar, and the Serpent）』を著わした。

## 著書・作品集
- 1925, The Prince of Wales and Other Famous Americans
- 1927, Negro Drawings
- 1937, Island of Bali

関本紀美子訳『バリ島』（平凡社、1991年）
- 1946, Mexico South
- 1954, The Eagle, the Jaguar, and the Serpent - Indian Art of the Americas; North America: Alaska, Canada, the United States
- 1956, Mezcala, Ancient Mexican Sculpture, with William Spratling & André Emmerich
- 1957, Indian Art of Mexico and Central America